# Paulina Chávez

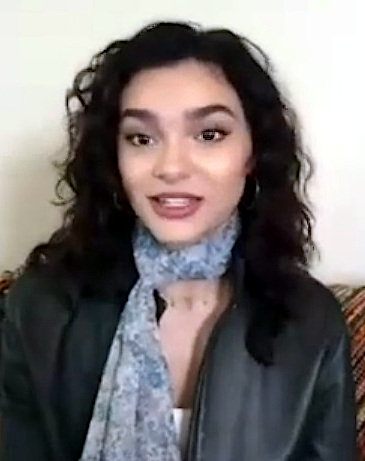
Paulina Chávez (2024)

Paulina F. Chávez (* 22. Mai 2002 in El Paso, Texas) ist eine US-amerikanische Schauspielerin. Bekanntheit erlangte sie vor allem durch die Hauptrolle der Ashley Garcia aus der Comedyserie The Expanding Universe of Ashley Garcia.

## Werdegang
Paulina Chávez wurde zusammen mit ihrem Zwillingsbruder in El Paso geboren. Sie hat zudem zwei ältere Schwestern und einen älteren Bruder. Sie ist seit 2016 als Schauspielerin aktiv. 2020 übernahm sie dann in der Comedyserie des Senders Netflix als Ashley Garcia aus der Comedyserie The Expanding Universe of Ashley Garcia.
2018 war sie in Punguari/Shara in den Filmen Die Casagrandes – Der Film.

## Filmografie (Auswahl)
- 2018: Scandal Made Me Famous (Fernsehserie)
- 2019: Li'l Mayne and the Knuckleheads
- 2019: Teenage Girl: Valerie's Holiday
- 2020: The Expanding Universe of Ashley Garcia (Fernsehserie)
- 2022: Fate: The Winx Saga (Fernsehserie)
- 2023: The Long Game
- 2024: Die Casagrandes – Der Film
- 2024: Landman (Fernsehserie)